# Cieśnina Kalmarska
Cieśnina Kalmarska (szw. Kalmarsund) - cieśnina na Morzu Bałtyckim położona między szwedzką wyspą Olandia, a wschodnim brzegiem tego kraju. Nazwa pochodzi od miasta Kalmar. Cieśnina ma, w różnych miejscach, od 5 do 25 km szerokości. Jej długość wynosi 130 km. Nad cieśniną przebiega most łączący Olandię i stały ląd.